# Othello Molineaux

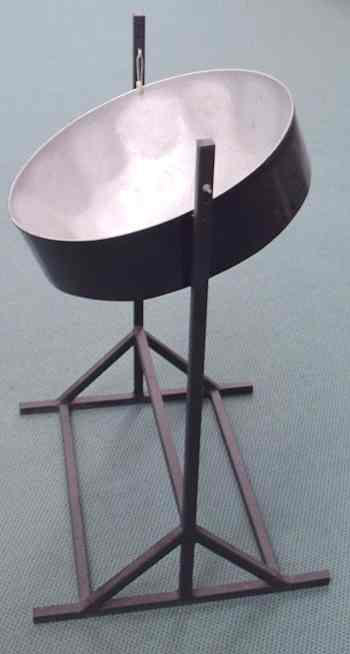
Um tambor de aço tenor de Tobago.

Othello Molineaux é um aclamado tocador de tambor de aço no jazz, que passou boa parte de sua carreira como acompanhante de Jaco Pastorius. 
Aprendeu a tocar piano com a mãe e violino com seu pai. Aos onze anos, começou a tocar o tambor de aço. Aos 15, formou sua primeira banda, o Harps Winder. Deixou Trinidad em 1967 para prosseguir uma carreira como pianista em Saint Thomas perseguir. Dedicou-se durante o seu tambor de aço a mais .
Apareceu na cena do jazz em 1976, quando tocou com Jaco Pastorious. Desde então, tocou com músicos como Dizzy Gillespie, Herbie Hancock, Alexander Monty, Weather Report, Joe Zawinul, Carles Benavent e Jamal Ahmad. 

## Discografia
Seu únicos disco solo foi It's About Time, lançado em 1993.

## Prêmios
1987 - Commendation from the Ohio House of Representatives - Comenda da Casa dos Representantes Ohio
1991 - Vanguard Award for Outstanding Leadership Among Black Musicians - Vanguard Award para a Liderança de destaque entre os músicos negros